# The Circus (Take That)
The Circus è il quinto album in studio del gruppo musicale britannico Take That, pubblicato il 1º dicembre 2008.

## Tracce
Edizione standard
1. The Garden – 5:07
2. Greatest Day – 3:59
3. Hello – 3:31
4. Said It All – 4:15
5. Julie – 3:53
6. The Circus – 3:33
7. How Did It Come to This – 3:12
8. Up All Night – 3:24
9. What Is Love – 3:27
10. You – 4:12
11. Hold Up a Light – 8:00
12. She Said (Ghost Track) – 2:33

Edizione Regno Unito, Giappone e Taiwan
1. The Garden – 5:07
2. Greatest Day – 3:59
3. Hello – 3:31
4. Said It All – 4:15
5. Julie – 3:53
6. The Circus – 3:33
7. How Did It Come to This – 3:12
8. Up All Night – 3:24
9. What Is Love – 3:27
10. You – 4:12
11. Hold Up a Light – 4:27
12. Here – 8:00
13. She Said (Ghost Track) – 2:33